# 韋斯特波特島 (緬因州)
韋斯特波特島（英語：Westport Island）是一個位於美國緬因州林肯縣的鎮。

## 人口
根據2020年美國人口普查的數據，韋斯特波特島的面積為36.88平方千米，當中陸地面積為22.82平方千米，而水域面積為14.06平方千米。當地共有人口719人，而人口密度為每平方千米19人。